# Dusona aquilonaria
Dusona aquilonaria är en stekelart som beskrevs av Gupta 1977. Dusona aquilonaria ingår i släktet Dusona och familjen brokparasitsteklar. Inga underarter finns listade i Catalogue of Life.